# Капская тройнозубая акула
Капская тройнозубая акула (лат. Triakis megalopterus) — донный вид хрящевых рыб рода тройнозубых акул семейства куньих акул отряда кархаринообразных. Эндемик юго-восточной части Атлантического океана. Размножается бесплацентарным живорождением. Максимальная зафиксированная длина 170 см. Окрас от серого до бронзового цвета. Вид неопасен для человека. Представляет интерес для спортивного рыболовства. Этих акул добывают с помощью донных ярусов. Вид чувствителен к антропогенному воздействию.

## Таксономия
Шотландский зоолог Эндрю Смит впервые научно описал этот вид и отнёс его к роду обыкновенных куньих акул. Его описание относилось к двум экземплярам, пойманным у Мыса Доброй Надежды, ЮАР. Видовое название megalopterus состоит из двух греческих слов греч. mega — «огромный» и греч. pteron — «крыло», поскольку у этих акул большие плавники. По-английски этих акул называют «сладкий Вильям».
Более поздние авторы отнесли этот вид к роду тройнозубых акул и сгруппировали вместе с эквадорской тройнозубой акулой в подрод Cazon. В ходе проведённых 2005 году филогенетических исследований на основе анализа генетического кода было обнаружено, что эти виды не группируются с калифорнийской тройнозубой акулой. Напротив, вместе с вислоносой акулой они образуют кладу внутри рода обыкновенных куньих акул. Эти данные позволяют предположить, что два подрода тройнозубых акул — Cazon и Triakis — могут не иметь тесной связи, что служит основанием для переопределения рода.

## Ареал
Капские тройнозубые акулы обитают в юго-западной части Атлантического океана у южного побережья Африки от Анголы до Восточно-Капской провинции (у берегов Квазулу-Наталь они встречаются редко. Их можно встретить в песчаных бухтах от зоны прибоя до глубины 50 м, чаще всего не глубже 10 м. Эти донные рыбы держаться рядом с каменистыми рифами и редко выходят в открытое море.

## Описание
У капских тройнозубых акул короткая, толстая, закруглённая морда и плотное тело. Ноздри удалены друг от друга, их обрамляют дольчатые лоскуты кожи, которые не доходят до рта Овальные глаза вытянуты по горизонтали и оснащены мигательной мембраной. Под глазами есть выступы. По углам крупного рта расположены длинные губные борозды. Зубы маленькие, заострённые, расположены очень тесно, образуя своеобразную «тёрку». Основание зубов закруглено, оно переходит в центральное остриё, иногда имеются 1 или 2 латеральных зубца. У капских тройнозубых акул 5 пар жаберных щелей.

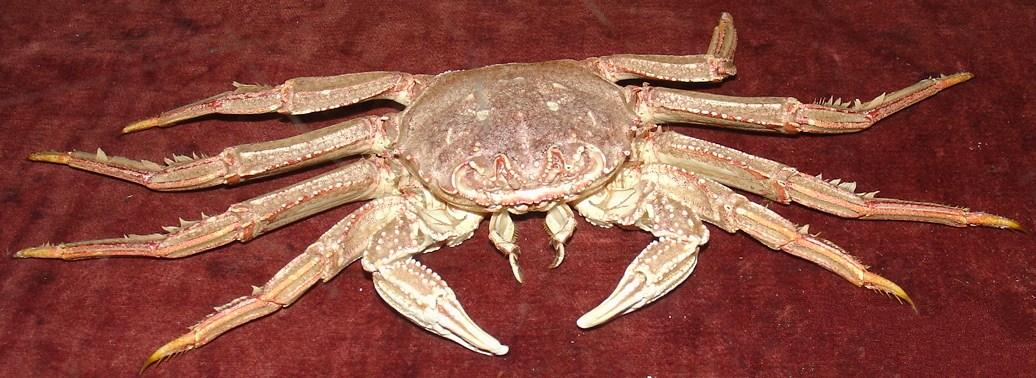
У побережья ЮАР краб Plagusia_chabrus составляет основу рациона капских тройнозубых акул.

Плавники довольно крупные, с закруглёнными кончиками. У взрослых акул грудные плавники широкие, серповидной формы. Каудальные края спинных плавников расположены почти вертикально. Основание первого спинного плавника лежит между основаниями грудных и брюшных плавников. Второй спинной плавник по величине немного уступает первому. Вторая половина его основания расположена над основанием анального плавника. Анальный плавник существенно меньше обоих спинных плавников. Хвостовой стебель толстый и короткий. Нижняя лопасть хвостового плавника короткая, но хорошо развитая. У кончика верхней лопасти хвостового плавника имеется вентральная выемка. Количество позвонков колеблется от 162 до 166. Окрас от тёмно-серого до коричневого, брюхо светлое. У молодых акул отметины отсутствуют, в то время как спину и бока взрослых особей могут покрывать многочисленные тёмные пятна неправильной формы. Максимальный зафиксированный размер составляет 1,7 м, а вес 40 кг. Самки крупнее самцов.

## Биология
Капские тройнозубые акулы — это активные хищники, хотя иногда их можно обнаружить отдыхающими внутри скалистых расщелин. Они охотятся в основном ночью и, преследуя жертву, могут подплыть к самому берегу. Заострённые зубы позволяют им захватывать скользкую добычу, тогда как широкое основание зубов даёт возможность раздробить крепкий панцирь. Эти акулы охотятся на разных ракообразных (крабов, омаров), костистых рыб, включая морвонгов, морских сомов, горбылей и морских карасей, а также головоногих. Акулы и скаты, в том числе кошачьи акулы и рыбы-гитары, и их яйца играют второстепенную роль в рационе крупных капских тройнозубых акул. У берегов ЮАР эти акулы охотятся в основном на краба Plagusia chabrus. Состав рациона меняется с возрастом. Молодняк, не достигший 1 м в длину, питается в основном крабами, в то время как крупные акулы потребляют сравнительно больше костистых рыб и головоногих, их рацион в целом разнообразнее. Иногда капские тройнозубые акулы изменяют свой ночной образ жизни и охотятся днём на кальмаров Loligo reynaudii во время сезона их массового размножения.

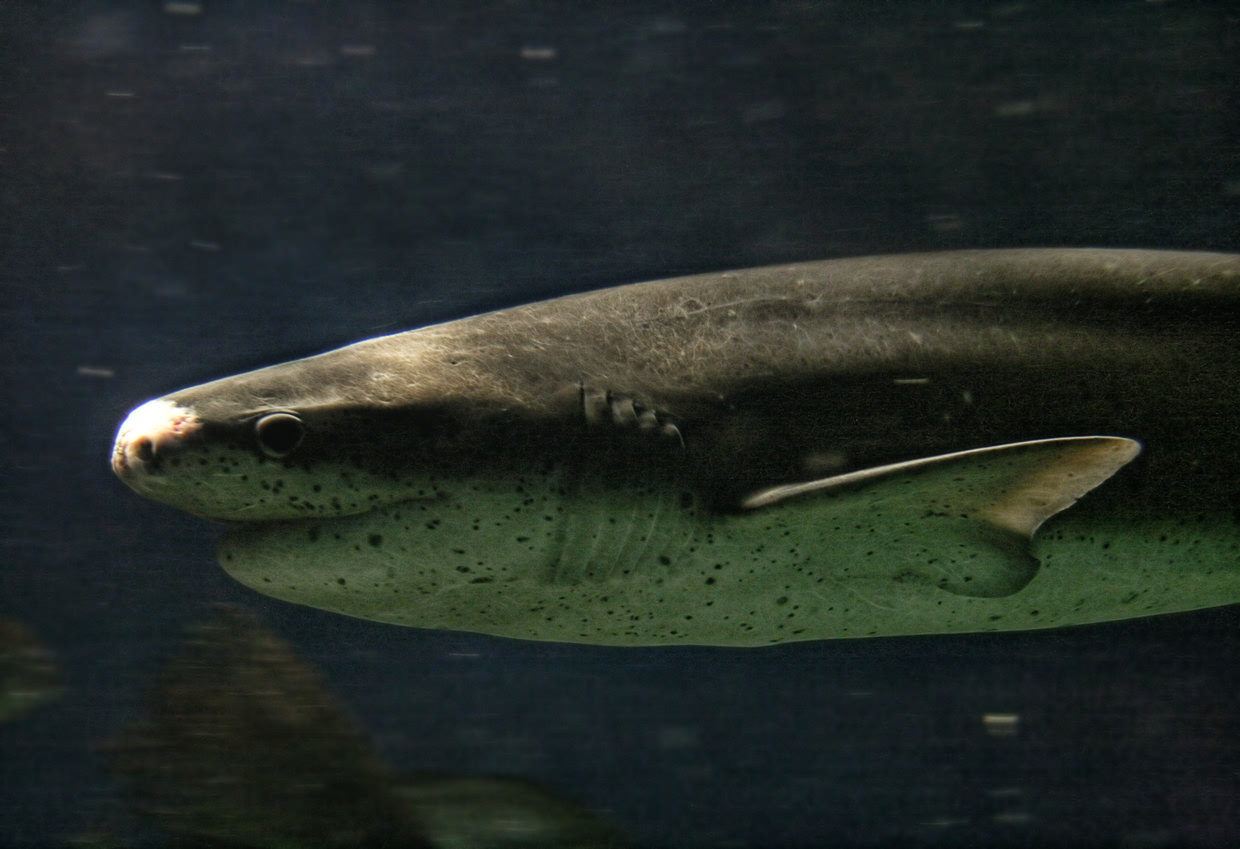
Капские тройнозубые акулы могут стать жертвой плоскоголовой семижаберной акулы.

В то же время эти акулы могут стать жертвой плоскоголовой семижаберной акулы Notorynchus cepedianus.
Весной капские тройнозубые акулы собираются на мелководье в стаи. Такие скопления наблюдаются в Фолс Бэй, вероятно, их образование связано с размножением, что подтверждает присутствие большого количества беременных самок. Эти акулы размножаются бесплацентарным живорождением, эмбрион питается в основном желтком. У взрослых самок имеется один функциональный яичник и два функциональных яйцевода. В помёте 6—12 новорожденных. Роды длятся с конца мая по август. Продолжительность беременности составляет около 20 месяцев. Крупные самки приносят более многочисленное потомство. Длина новорожденных 30—32 см (по другим данным 42—44 см); размер новорожденных в одном помёте может варьировать на 30%. Самки приносят потомство каждые 2 или 3 года в зависимости от того, была ли у них овуляция во время беременности, что позволяет им снова забеременеть через несколько месяцев после родов. Капские тройнозубые акулы растут медленно. Самцы достигают половой зрелости при длине 1,2—1,4 м, что соответствует возрасту 11—13 лет, а самки созревают при длине 1,3—1,5 м в возрасте 15—16 лет. Максимальная зафиксированная продолжительность жизни 25 лет. 

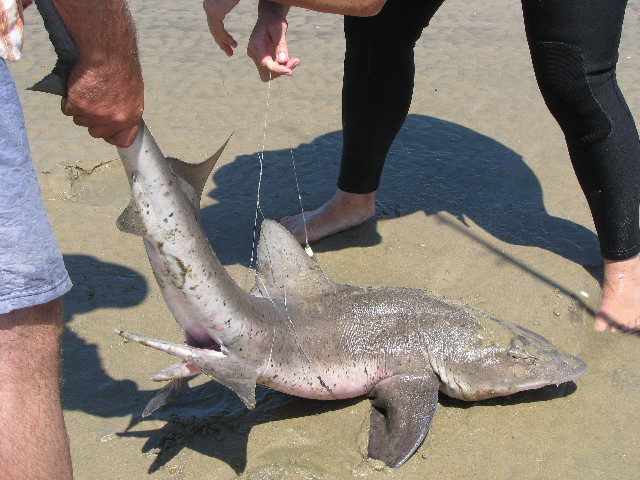
Пойманная капская тройнозубая акула.

## Взаимодействие с человеком
Акулы этого вида не представляют опасности для человека. Они хорошо уживаются в неволе, их часто содержат в общественных аквариумах. Являются объектом спортивного рыболовства: их ловят на крючок с берега или с лодки, при этом мясо пойманных акул редко употребляют в пищу, несмотря на то, что оно съедобно. В качестве прилова капские тройнозубые акулы иногда попадают в коммерческие донные ярусы, расставленные на суповых акул (Galeorhinus galeus) в Гансбааи и Фолс Бэй. Мясо добытых акул вялят и продают на местных рынках, либо в свежем или замороженном виде экспортируют в Италию и на Тайвань. Хотя в ЮАР капские тройнозубые акулы не считаются промысловым видом, рыбаки часто путают их с обыкновенными куньими акулами. Международный союз охраны природы присвоил этому виду статус «Близкий к уязвимому положению». Этот вид очень чувствителен к вылову даже средней интенсивности, поскольку у него ограниченный ареал, медленная скорость роста и невысокая плодовитость. Дополнительную тревогу вызывает тот факт, что зачастую вылавливают неполовозрелых акул.